# شهرستان دیکلب (تنسی)
شهرستان دیکلب، تنسی (به انگلیسی: DeKalb County, Tennessee) یک سکونتگاه مسکونی در ایالات متحده آمریکا است که در تنسی واقع شده‌است.

## خصوصیات
شهرستان دیکلب ۸۵۲ کیلومترمربع مساحت دارد.